# 麥若彬
麥若彬爵士，KCMG（英語：Sir Robin John Taylor McLaren，1934年8月14日—2010年7月20日），英國外交官，1987年至1989年間任中英聯合聯絡小組英方首席代表，1991年至1994年任英國駐華大使。
麥若彬爵士在1958年加入外交部，先後在多個駐外使館和外交部本部任職，1978年出任香港及常務司司長，翌年改任遠東司司長。麥若彬在1981年擔任香港政府政治顧問，任內與駐華大使柯利達爵士和香港總督尤德爵士等人參與香港前途談判，其後為《中英聯合聲明》的條文細節擔任草擬工作。
麥若彬在1987年至1989年擔任中英聯合聯絡小組英方首席代表、1990年至1991年出任外交部副國務次官，以及在1991年至1994年出任駐華大使，負責在《中英聯合聲明》簽署後，與中方商討香港主權移交前後的過渡安排。不過他在任內遇到相當的困難，除了六四天安門事件外，中英雙方亦就「玫瑰園計劃」和後來的港督彭定康政改方案等爭執爭拗不斷。麥若彬在六四事件和新機場爭拗後，兩度隨柯利達秘密訪華，亦被香港不少輿論批評是架空立法局和漠視香港民意的行為。
彭定康在1992年10月推出倍受中方譴責的政改方案後，麥若彬在1993年與中華人民共和國外交部副部長姜恩柱展開十多輪會談，試圖尋求共識，但最後會談破裂，促成香港政府單方面舉行「九五直選」，以及中方自行成立臨時立法會和取消原有的「直通車」安排。此外，中英雙方以會談保密為理由，一度拒絕透露會談的細節，在當時受到輿論抨擊。

## 生平

### 早年生涯
麥若彬在1934年8月14日生於倫敦，父母分別名羅伯特·泰勒·麥凱倫（Robert Taylor McLaren）和瑪麗·露絲·西蒙德（Marie Rose Simond），而外祖父是意大利人。他少時受教於薩塞克斯郡的列治文及東辛郡文法學校（Richmond and East Sheen County Grammar School），1948年升讀西薩塞克斯郡的艾迪靈利書院（Ardingly College），他畢業後取得獎學金入讀劍橋大學聖約翰學院，主修歷史，後來從大學取得文學碩士學位。另外，他曾於1953年至1955年間服役於皇家海軍。

### 外交生涯

#### 加入外交部

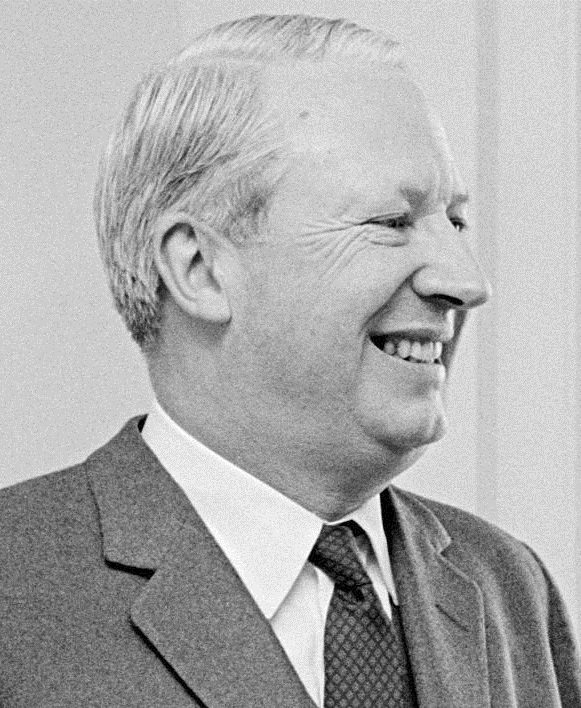
時任英國掌璽大臣、保守黨黨魁的希思

麥若彬在1958年投考公務員，同獲內政部和外交部取錄，但他選擇加入後者。投身外交部後，他最先獲安排在倫敦亞非學院學習中文一年，隨後再由外交部安排乘搭頭等郵輪前往香港，在1959年至1960年間於香港大學進修中文。學成後，麥若彬自1960年至1961年在中國北京的英國駐華代辦處任職三等秘書，當時的駐華代辦是施棣華爵士，而參贊則是尤德。麥若彬在1962年返回倫敦外交部本部，負責韓國事務，在1963年，他一度出任時任掌璽大臣希思的助理私人秘書，但同年10月希思改任貿易委員會主席後，他返回外交部負責亞拉伯-以色列事務。
本身有意大利血統和懂得意大利語的麥若彬在1964年獲外派往羅馬的英國駐意大利大使館出任二等秘書，隨後升任一等秘書。在1968年，他第二度前往香港，擔任時任港督戴麟趾爵士的助理政治顧問，同年外交部改組為外交及聯邦事務部。麥若彬在1970年至1973年返回總部，以一等秘書身份任職於人事行動科，負責內部人士與昇遷事宜，後來於1974年至1975年間出任西方組織司副司長，專門處理北約事務，任內亦參與籌組歐洲安全暨合作委員會（Commission on Security and Cooperation in Europe）。在1975年至1978年間，他在哥本哈根的英國駐丹麥大使館出任政治參贊兼使館首席館員。

#### 香港前途談判
在1978年，麥若彬返回外交部本部，擔任香港及常務司司長，主管香港事務。當時香港政府和英國的工黨政府正因新界租約將於1997年屆滿，擔心港府批出的地契不能過渡1997年，因而促使時任港督麥理浩爵士在1979年接受鄧小平邀請訪問北京，繼而標誌著香港前途談判的開始。同時間，工黨政府在1979年5月倒台後，麥若彬亦在同年年尾改任遠東司司長。

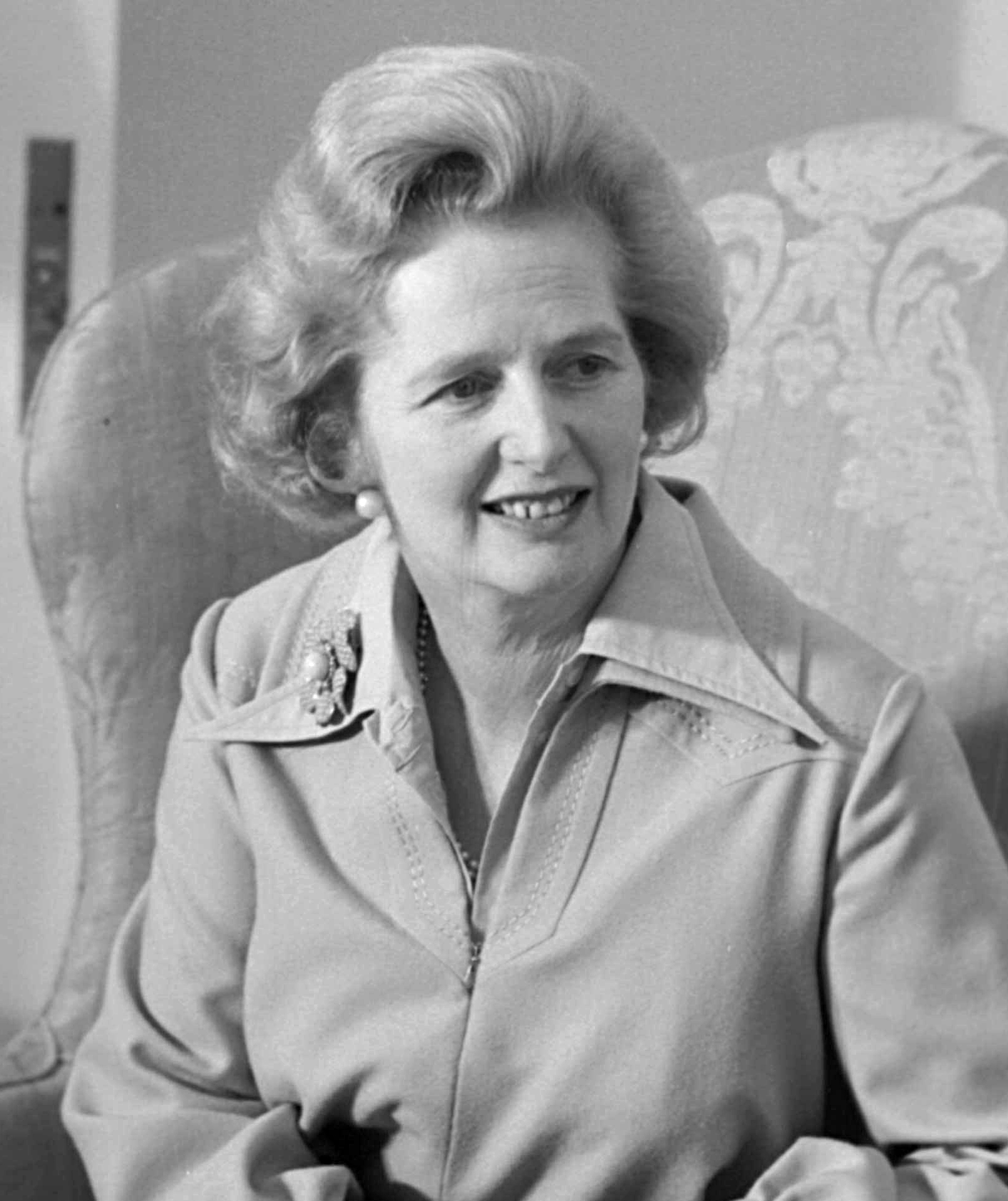
英國前首相戴卓爾夫人最初堅持英國擁有香港主權。

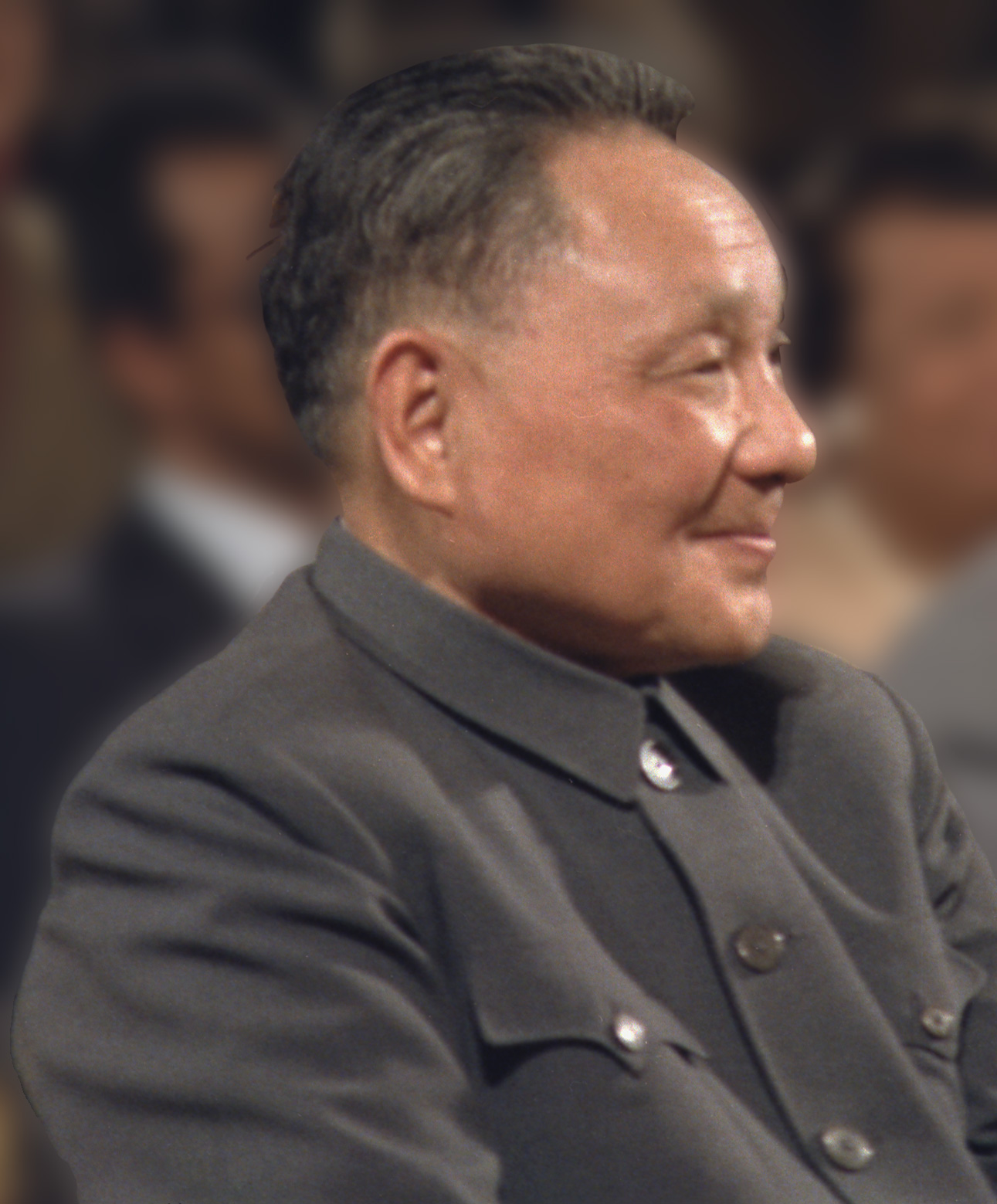
中共中央軍委主席鄧小平則堅持中國要在1997年取得香港主權。

保守黨上台執政後，新任英揆戴卓爾夫人在外交事務上採取強硬態度，而她的內閣閣員亦多次前往中國，就香港前途問題與中方交涉。其中，麥若彬曾在1980年3月隨國防大臣皮姆（Francis Pym）訪問中國，這是英國歷來首度派國防大臣出訪中國。翌年4月，他又隨外相卡靈頓勳爵訪問中國，期間卡靈頓曾就新界租約事宜與鄧小平交換意見。在1981年，麥若彬復獲任命接替衛奕信出任港府政治顧問，不久以後，尤德爵士在1982年5月接替麥理浩出任港督，兩人遂與身在北京的英國駐華大使柯利達爵士聯手處理香港前途問題。
在這時候，戴卓爾夫人剛在福克蘭戰爭戰勝阿根廷，令她有更多時間關注香港事務，並且在同年9月於北京會見鄧小平，中英兩國隨後在同年10月正式就香港前途展開非正式的首輪談判。不過，在談判中，一方面中方堅持收回香港，而另一方面，英方則堅持中英簽署的《南京條約》、《北京條約》和《展拓香港界址專條》仍然有效，並強調英國擁有香港主權是理所當然。兩方各不相讓，使到首輪談判陷入膠著狀態。一直到談判後期，英方代表柯利達成功遊說戴卓爾夫人，就主權事宜在談判桌上讓步和妥協，才促成第二輪談判的召開。
戴卓爾夫人在1983年大選連任後不久，中英兩國同意召開第二輪談判，雙方在7月初公佈代表團的成員名單，其中英方團長繼續由柯利達出任，而尤德和麥若彬則首次參與談判，分別位列第二和第三。英方其他主要成員還包括英國駐華大使館政務參贊高德年、一等秘書歐威廉，二等秘書畢瑞博、史棠穆和港府派出的傳譯組首席翻譯鄭仰平，至於副政治顧問馬德克亦曾署理麥若彬出席會談。會談召開之初，尤德曾在香港的記者會上宣稱自己是「以港督的身份代表香港市民參加談判」，結果被中方批評英國玩「三腳凳」的把戲，而且堅持不准有香港代表參與前途談判，英方唯有在事後澄清尤德「當然作為英國代表團的成員參加會談」。
可是，第二輪談判與第一輪談判一樣遇到重大分歧，其中，英方提出香港主權可於1997年後移交中國，但為維持香港繁榮穩定，建議由英國保留治權，有關建議被中方代表團團長周南批評為無異於「以一個新的不平等條約代替三個舊的不平等條約」，使談判再度陷入困難。面對談判和香港前景不明朗，港人信心受到動搖，並引發信心危機。在1983年9月，港元兌美元匯率急跌，引發市民恐慌，市面更出現搶購白米等日用品的情況。港府為隱定局面，在同年10月宣佈實施聯繫匯率制度，將港元跟美元掛勾，但中方則抨擊英方是港元匯率急跌的幕後黑手，揚言如果一年內未能達成協議，就會單方面採取行動，自行在1997年前獲得香港主權。
由於英方代表團擔心中方放棄談判和單獨採取行動，代表團在1983年11月成功說服戴卓爾夫人，放棄堅持英國在1997年後，在主權與治權上與香港維持任何關係，有關決定被不少評論視為英方的重大讓步。此後，中英談判取得明顯進展，雙方確認了一些主要原則，當中包括香港在1997年由英國移交中國，中方在主權移交後對香港實施「一國兩制」、雙方在過渡前後設立中英聯合聯絡小組、以及讓香港的英籍居民和英國在1997年後維持某種不具居英權的關係等具體方針。柯利達在1984年1月由伊文思爵士接任團長，而尤德和麥若彬繼續留下參與談判，但雙方的談判結果基本上已經定調，成為後來《中英聯合聲明》的基礎。
在1984年夏天，中英雙方設立一個工作小組就草擬《中英聯合聲明》的條文細節進行磋商，這個工作小組由已改任助理常務次官的衛奕信為英方首席代表，另由柯在鑠擔任中方首席代表，麥若彬則主理工作小組轄下兩個小組的其中之一，負責國籍、居留權、民航航權和土地方面的條文，在大約四個月的時間內，工作小組以極速為《聯合聲明》定稿。中英雙方最終在1984年9月26日草簽《中英聯合聲明》，並在同年12月19日由戴卓爾夫人和中國總理趙紫陽在北京人民大會堂作正式簽署。可是，《中英聯合聲明》當時並未能向港人提供充足信心，從民意調查顯示，只有百分之16受訪者對《聯合聲明》感到放心，百分之76受訪者持保留態度，另有三成受訪者認為《聯合聲明》提出的「一國兩制」行不通，反映港人對中英協議抱有懷疑。

#### 香港過渡期的風波

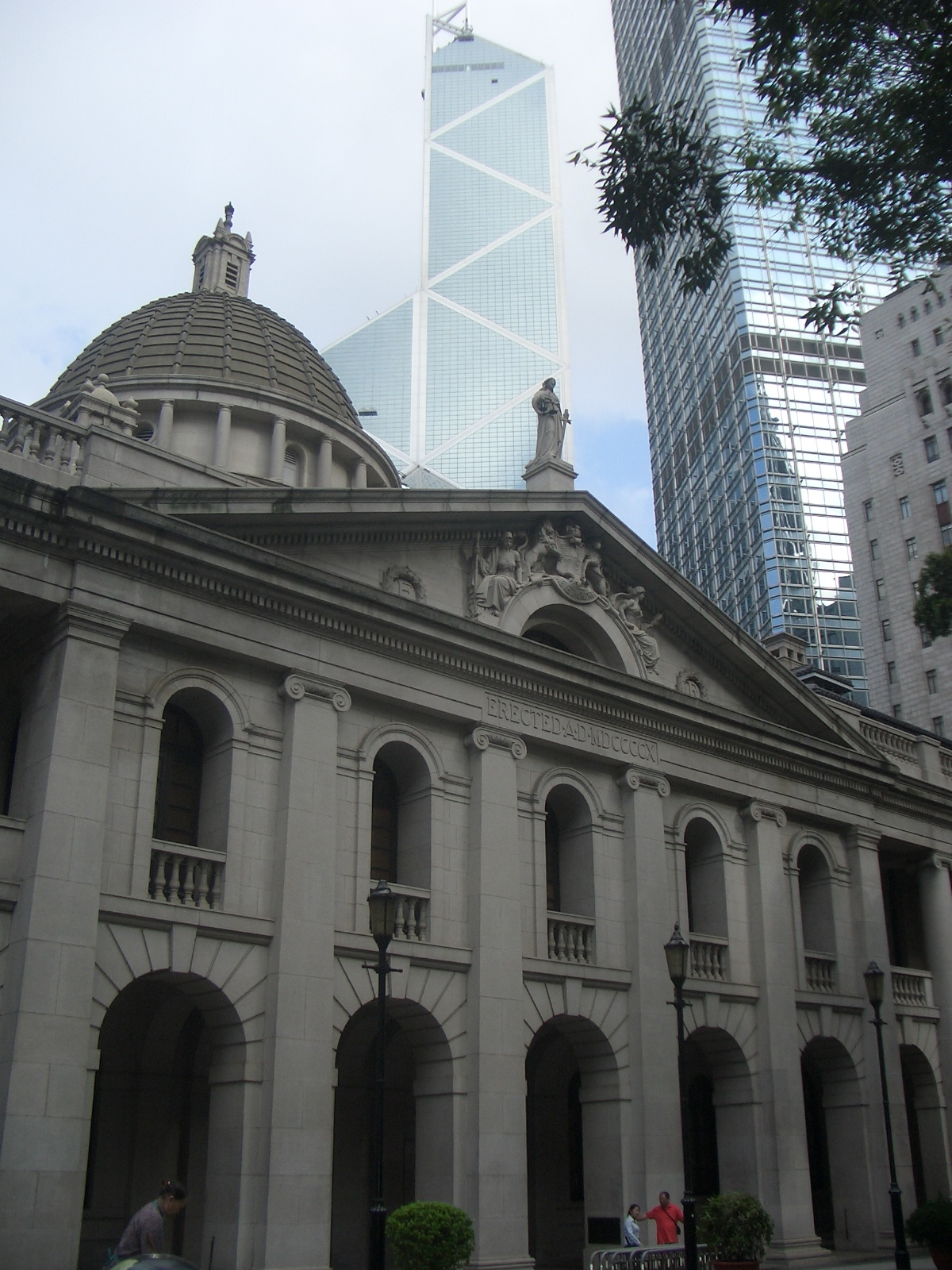
柯利達與麥若彬與中方召開秘密會談，同意放棄由兩局非官守議員制定的「兩局共識方案」，有關行為被不少立法局議員批評為架空立法局和漠視香港民意。

自1984年《中英聯合聲明》簽署後，香港進入主權移交前13年的倒數，即所謂的「過渡期」。這個時期的麥若彬在1985年出任英國駐菲律賓大使，任內見證了菲律賓的民主運動與馬可斯政權的終結。不過，麥若彬在菲律賓的任期並不長久，未幾，港督尤德爵士在1986年12月死於任上，英政府遂於1987年改派中英聯合聯絡小組英方首席代表衛奕信接任港督，而曾經參與前途談判、經驗豐富的麥若彬，則獲指派接替衛奕信出任英方首席代表，同時出任助理國務次官，負責亞太地區事務。中英聯合聯絡小組是根據《中英聯合聲明》及其附件二，在1985年5月27日正式成立的組織，負責就《聯合聲明》的實施進行磋商，並討論主權交接前後的過渡安排；小組需要每年在倫敦、北京或香港召開合共三次全體會議，每次歷時四天。在英方首席代表任內，麥若彬定期與中方首席代表柯在鑠舉行會談，但仍留在倫敦辦公。後來應中方要求，中英雙方在1988年先後在香港設立辦事處，雖然柯在鑠亦進駐香港辦公，但麥若彬則選擇繼續留在倫敦，復於1989年派高德年為英方駐港首席代表。
然而，聯合聯絡小組的工作並不完全順利，並因為1989年的六四事件而受阻。在六四事件中，中共派軍隊鎮壓天安門廣場的和平示威，導致港人對香港前途陷入新一輪信心危機，更史無前例地觸發百萬人在中環集會示威，反映對中共政權的不滿，中英談判遂隨著國際間杯葛中國而陷入困局。當時英國和香港有不少輿論呼籲英政府譴責和放棄《中英聯合聲明》，主流輿論更對香港主權將會移交中國感到憂心，當中香港行政局首席議員鄧蓮如女爵士更公開懇求英國勿將其子民轉讓予一個「毫不猶疑地以坦克和武力鎮壓人民」的政權。與此同時，六四事件也激起港人要求加快民主步伐的訴求，在1989年5月，立法局和行政局的非官守議員達成了一致共識，推出「兩局共識方案」，建議為香港代議政制改革立下時間表。根據方案，兩局非官守議員均希望到1991年，立法局可以有20席議席（即總數的三分之一）由直選產生，直選議席到1995年增至一半，最後在2003年達至全面直選產生所有議席。
雖然「兩局共識方案」獲得普遍香港輿論支持，但卻深受中方猜忌。在1989年9月，麥若彬與柯在鑠在倫敦召開自六四事件以來的首個聯合聯絡小組會議，令短暫中斷的談判重回正軌。同年年底，麥若彬隨英揆外事顧問柯利達爵士秘密訪問北京，就香港的政制發展進行遊說，在談判中，英方未有諮詢兩局的情況下，與中方達成了另一套協議。在麥若彬和柯利達提出的方案中，香港主權移交後的立法會在2007年之前，將有一半議席，即30席，由直選產生，在英方配合下，所有立法局在1997年前的改革將會先徵求中方同意，以便香港立法局有所謂的「直通車」安排，能夠在主權移交時順利過渡到新的立法會。英方又有意設立「副港督」（Deputy Governor）一職，讓將來的特區候任行政長官可在主權移交前作好準備。在這次秘密會談意味中英雙方放棄「兩局共識方案」，而會談中提及的立法會產生辦法，後來則在1990年中方頒佈的《基本法》附件二得到確認。在1990年1月和2月間，中英兩國外長再交換了七封外交密函，就1995年殖民地最後一次立法局選舉如何銜接1997年香港主權移交，達成秘密協議。

#### 英國駐華大使

##### 「玫瑰園計劃」
六四事件後，為了振奮人心，港督衛奕信爵士在1989年10月的《施政報告》中，宣佈落實被港府譽為「玫瑰園計劃」的香港機場核心計劃。不過，由於計劃造價昂貴，加上工程橫越1997年，中方即時指責「玫瑰園計劃」是一項企圖要花光香港外匯儲備的陰謀，並指這是英方秘密撤走資金的手段，表明不會「祝福」計劃。麥若彬此時剛於1990年升任外交部副國務次官，並在1991年6月接替唐納德爵士出任英國駐華大使，為設法取得中方表態支持興建新建場，他上任後立即與柯利達又一次秘密會見中共中央總書記兼中共中央軍委主席江澤民等人，企圖為新機場一事「解話」，但中方堅持英揆馬卓安要親自來華簽署諒解備忘，事件才可以完滿解決。柯利達和麥若彬與中方的秘密會談，以及上一次秘密和中方達成協議放棄「兩局共識方案」的決定曝光後，受到立法局多位議員批評，指秘密談判的過程架空立法局，妨礙港人參與，其中立法局議員李柱銘更直言有關做法「換來一種剝削香港民主的制度」。

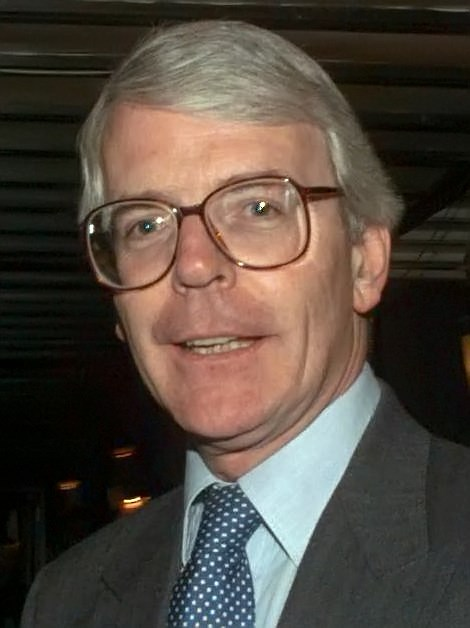
英揆馬卓安不滿衛奕信爵士和柯利達爵士對中方過份妥協。

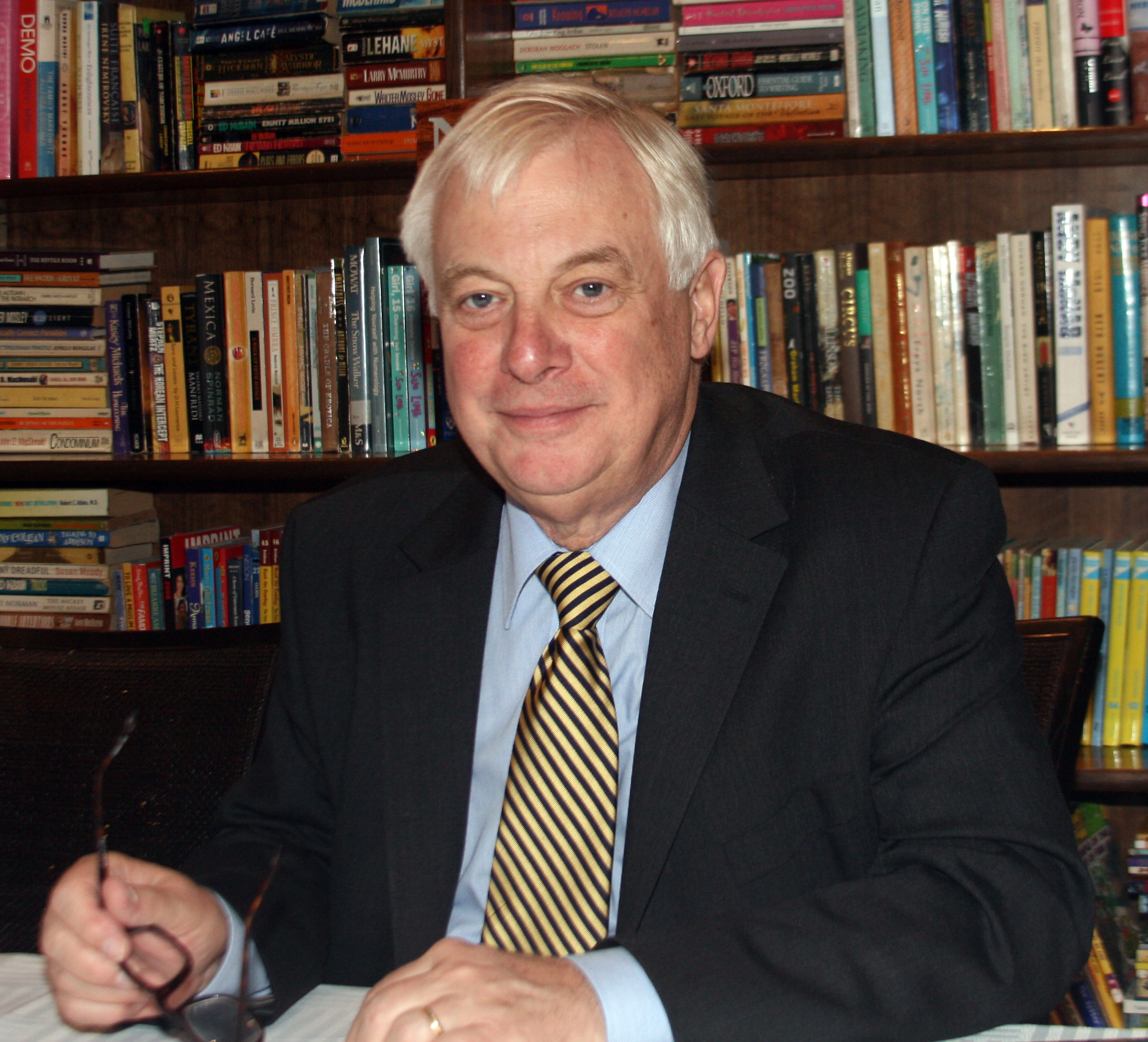
末代港督彭定康推動「九五直選」，引來中方強烈不滿。

柯利達與麥若彬秘密訪華遊說後，馬卓安唯有答應中方要求，在1991年9月3日於北京簽署《關於香港新機場建設及有關問題的諒解備忘錄》，當中，英方承諾留予未來特區政府的儲備將不少於250億港元，換取中方支持新機場的建設，以及對香港主權移交後所剩下的舉債問題採取積極態度。雖然馬卓安表面上顯得十分樂意到北京簽署諒解備忘，但背後卻對此十分惱怒，因為自六四之後，國際尚在杯葛中國之際，自己卻被迫到那裡簽約，成為六四事件以後第一位到中國的西方國家元首。此後，保守黨政府認為對華的妥協政策已不適用，而馬卓安認為對北京處處退讓的衛奕信和柯利達要負上責任，兩人結果在1992年先後被撤換，但麥若彬則獲留任。

##### 「九五直選」
衛奕信在1992年7月卸任後，港督一職由馬卓安的黨友、下院議員和政治家出身的彭定康繼任。彭定康上任後不久，即對中方採取與前任截然不同的強硬作風。他在1992年10月發表《施政報告》，宣佈在1995年最後一屆立法局選舉讓全部議席透過普及的選舉產生，以便加快香港民主進程，保障港人人權。有關決定雖然獲得香港輿論和英國傳媒普遍支持，但彭定康與中方卻陷入相當惡劣的關係。在中方壓力下，中英雙方被迫公開在1990年初往還的七封外交密函，企圖顯示彭定康的方案有違中英雙方較早前達成的秘密協議，但密函公開後，反而被立法局多位議員批評中英兩國進行檯底交易，不顧港人利益。
在1993年1月3日，國務院港澳辦主任魯平再公開反擊彭定康的政改方案，聲稱方案違反《中英聯合聲明》、《基本法》和中英雙方已達成的既有共識，是「三違反」的方案，他揚言如果彭定康不放棄方案，中方將會「另起爐灶」，威脅取消立法局原有的「直通車」安排。為安撫中方的不滿情緒，英方在1993年3月，宣佈將與中方就1995年的立法局選舉辦法召開會談，英方代表由麥若彬擔任，成員則包括港府的憲制事務司施祖祥、港督彭定康的政治顧問歐威廉、副憲制事務司黎慶寧、以及外交部的李啟思等人。不過，彭定康在同年3月12日向立法局宣佈將政改草案刊憲，引來魯平在3月17日於北京發表講話，嚴厲批評彭定康將成為「香港歷史上的千古罪人」，相方的激烈爭拗，使會談未開始便已經陰霾密佈。
在1993年4月22日，麥若彬正式與中方代表外交部副部長姜恩柱展開會談。雙方此後一共召開十七輪會談，至同年11月27日結束，其中麥若彬參與了首十四輪會談。雙方雖然同意會談建基於《中英聯合聲明》、《基本法》和中英雙方已達成的既有共識，但會談只能在一些橫枝末節上達成共識，彭定康的政改核心部份始終未有觸及。在7月和8月間，英方曾經向中方提交政改方案的修訂建議，修訂建議主要在功能組別議席和選舉委員會議席的產生辦法略作修改，但修訂幅度基於會談的保密性質，使外界無法知悉。不過在彭定康堅持下，麥若彬一方重申功能組別議席不可以以團體票選出，而且有份選出選舉委員會議席的選舉委員會委員，必須有充足的民意授權，這些重大分歧使到雙方無法達成任何協議。此外，在會談期間，英方宣佈押後將政改草案送交立法局審議，激起立法局多位議員批評。在1993年5月26日的會議上，立法局議員張文光指責中英雙方以會談保密為理由，剝奪香港市民的知情權，令普羅大眾對會談進展一無所知，而麥若彬和姜恩柱也非港人選出，會談上沒有立法局代表，難以反映港人利益。
事實上，中英雙方之所以願意就1995年的立法局選舉安排召開會談，某程度上是要透過會談各自博取香港輿論支持。雖然彭定康在會談背後對英方施以重大影響力，但中方卻堅拒彭定康參與，再加上雙方分歧太大，以及中方的猜疑，使得會談進程困難而緩慢，最後以失敗告終，也導致中英關係的進一步倒退。會談破裂後，政改方案的立法工作由港府在同年12月單方面重新推進。在1994年2月，英方和中方先後單方面公開1993年的談判內容，其中，中國外交部更發表題為〈中英關於香港1994／1995年選舉安排會談中幾個主要問題的真相〉的文章，企圖將會談破裂的責任歸咎於英方。雖然如此，彭定康的政改方案仍然在1994年6月獲立法局大比數通過，讓他如期落實「九五直選」。此後，中方宣佈放棄原有的「直通車」安排，並在1996年自行成立立場親中和保守的臨時立法會，而且聲言不讓殖民地的立法局過渡1997年7月1日，而原先「副港督」的安排也無疾而終。中英雙方的惡劣關係，要至1997年香港主權移交前夕才逐漸改善過來。為表彰麥若彬在中英談判所作的貢獻，他早在1982年獲英廷授予CMG勳銜，1991年再獲KCMG勳銜，成為爵士。

### 晚年生涯
麥若彬在1994年8月年屆60歲的退休年齡，卸任英國駐華大使，無緣見證彭定康舉行「九五直選」，而大使一位則由艾博雅爵士接替。退出外交部後，麥若彬投身商界，並在多間機構任職董事，其中包括在1995年至2009年任Invesco亞洲信託（Invesco Asia Trust）董事、1995年至2008年任貝特伯恩（香港）有限公司（Batey Burn Ltd (Hong Kong)）董事、1997年至2009年任忠誠亞洲價值公司（Fidelity Asian Values）董事，以及在1998年至2008年擔任阿伯丁全亞洲投資信託（Aberdeen All Asia Investment Trust）董事。
退出外交部後的麥若彬在1997年獲邀出席了香港主權交接儀式，而他在亞洲的商業業務，亦讓他有機會不時前來香港。麥若彬在2007年香港主權移交10周年的時候撰寫文章，發表他對香港主權移交後的看法，他認為香港在過去十年沒有太大改變，並對香港的前景保持信心。
此外，麥若彬在1996年至2004年間擔任母校艾迪靈利書院校董，期間於1999年至2004年兼任校董會主席。他亦在1997年至2004年出任倫敦大學皇家哈洛威學院校董，並在1999年至2004年兼任校董會主席，他在2006年獲皇家哈洛威學院頒授榮譽院士銜。
晚年的麥若彬身患癌病，2010年7月20日病逝於倫敦，終年75歲，死時妻子與子女皆在人世。麥若彬的喪禮在同年8月5日於溫布頓的施洗者聖約翰教堂（Church of St John the Baptist）舉行，而追思會則在同年9月舉行。對於麥若彬的逝世，時任駐華大使吳思田與駐港總領事奚安竹皆致以軫悼，並讚揚他對香港主權移交所作的貢獻。

## 個人生活
麥若彬在1964年娶蘇珊·愛倫·哈瑟利（Susan Ellen Hatherly）為妻，兩人育有一子兩女。麥若彬的妻子本身擁有西班牙語的學位，隨夫到羅馬工作期間，亦學會了意大利語，而他們的兩名女兒也是在羅馬出生。麥若彬的興趣包括音樂和閱讀，晚年也愛弄孫為樂。他是香港會和牛津及劍橋會的會員。

## 榮譽

### 頭銜
- 麥若彬 （Robin McLaren，1934年8月14日－1982年）
- 麥若彬，CMG （Robin McLaren, CMG，1982年－1991年）
- 麥若彬爵士，KCMG （Sir Robin McLaren, KCMG，1991年－2010年7月20日）

### 殊勳
- C.M.G. （1982年[2]）
- K.C.M.G. （1991年[2]）

### 榮譽院士
- 倫敦大學皇家哈洛威學院 （2006年[2]）

## 注腳
1. ↑  The Fookien Times Philippines Yearbook, Fookien Times Publishing Company, 1986.
2. 1 2 3 4 5 6 7 8 9 10 11 12 13 14 15  "McLAREN, Sir Robin (John Taylor)", Who's Who, London: A & C Black, 2008.
3. 1 2 3 4 5 6 7 8 9 10 11 12 13 14 15 16 17 18 19 20 21  BARBER, Jane, BDOHP: INTERVIEW WITH SIR ROBIN MCLAREN, Churchill College, Cambridge, 31 July 1996.
4. ↑  Tsang, Steve, A Modern History of Hong Kong, p.212.
5. ↑  SHARE, Michael B., Where Empires Collided: Russian and Soviet Relations with Hong Kong, Taiwan, and Macao, Chinese University Press, 2007.
6. 1 2 3  Tsang, Steve, A Modern History of Hong Kong, p.221.
7. 1 2 3  Tsang, Steve, A Modern History of Hong Kong, p.222.
8. ↑  〈中英二輪會談今晨繼續，今午將有會議消息發佈〉，《大公報》，1983年7月13日。
9. ↑  Tsang, Steve, A Modern History of Hong Kong, p.223.
10. 1 2  Tsang, Steve, A Modern History of Hong Kong, p.224.
11. 1 2  Tsang, Steve, A Modern History of Hong Kong, p.225.
12. ↑  "Sir Percy Cradock: Ambassador to China, 1978-83", The Times, 29 January 2010.
13. ↑  Tsang, Steve, A Modern History of Hong Kong, p.226.
14. ↑  蔡貞停編導，〈霧裡看花〉，《鏗鏘集》，香港：香港電台，1996年7月21日。
15. 1 2 3 4 5  SPURR, Russell, Excellency: The Governors of Hong Kong, Hong Kong: FormAsia, 1995.
16. ↑  劉騏嘉、余倩蕊，《八十年代以來香港的政治發展》，立法局秘書處資料研究及圖書館服務部，1996年9月。
17. 1 2 3 4  《最後六任港督的聲音》，香港：商務印書館（香港）有限公司，2010年5月。
18. 1 2  《立法局會議過程正式紀錄》，香港立法局，1991年7月3日。
19. 1 2  CRADOCK, Sir Percy, "Losing the plot in Hong Kong", Prospect Issue 18, 20 April 1997.
20. ↑  〈港國際機場洗雪啟用初期大混亂的恥辱〉，《高行網》，2000年8月14日。
21. ↑  《立法局會議過程正式紀錄》，香港立法局，1991年6月5日。
22. ↑  《立法局會議過程正式紀錄》，香港立法局，1991年7月10日。
23. ↑  《立法局會議過程正式紀錄》，香港立法局，1992年11月11日。
24. ↑  〈中英爭拗（一）〉，《網上神州50年》，香港：香港電台，造訪於2010年8月1日。
25. ↑  〈英方「三違反」的政改方案〉，《錢其琛談香港回歸》，2003年12月9日。
26. ↑  《立法局會議過程正式紀錄》，香港立法局，1993年3月12日。
27. 1 2 3 4  〈中英爭拗（二）〉，《網上神州50年》，香港：香港電台，造訪於2010年8月1日。
28. 1 2  《立法局會議過程正式紀錄》，香港立法局，1993年10月6日。
29. 1 2  《立法局會議過程正式紀錄》，香港立法局，1993年5月26日。
30. 1 2  Tsang, Steve, A Modern History of Hong Kong, p.261.
31. ↑  "Sir Percy Cradock", Daily Telegraph, 28 January 2010.
32. 1 2  MCLAREN, Sir Robin, "Hong Kong 1997-2007: A Personal Perspective", Hong Kong Journal, July 2007.
33. 1 2  "Obituary: Robin McLaren", The Times, 27 July 2010.
34. ↑  "Death of Sir Robin McLaren", UK in China, British Embassy, Beijing, 23 July 2010.

### 中文資料
- 〈中英二輪會談今晨繼續，今午將有會議消息發佈〉，《大公報》，1983年7月13日。
- 《立法局會議過程正式紀錄》，香港立法局，1991年6月5日。網上版本 （页面存档备份，存于）
- 《立法局會議過程正式紀錄》，香港立法局，1991年7月3日。網上版本 （页面存档备份，存于）
- 《立法局會議過程正式紀錄》，香港立法局，1991年7月10日。網上版本（页面存档备份，存于）
- 《立法局會議過程正式紀錄》，香港立法局，1992年11月11日。網上版本（页面存档备份，存于）
- 《立法局會議過程正式紀錄》，香港立法局，1993年3月12日。網上版本（页面存档备份，存于）
- 《立法局會議過程正式紀錄》，香港立法局，1993年5月26日。網上版本（页面存档备份，存于）
- 《立法局會議過程正式紀錄》，香港立法局，1993年10月6日。網上版本（页面存档备份，存于）
- 蔡貞停編導，〈霧裡看花〉，《鏗鏘集》，香港：香港電台，1996年7月21日。網上版本 （页面存档备份，存于）
- 劉騏嘉、余倩蕊，《八十年代以來香港的政治發展》，立法局秘書處資料研究及圖書館服務部，1996年9月。
- 〈港國際機場洗雪啟用初期大混亂的恥辱〉，《高行網》，2000年8月14日。網頁
- 〈英方「三違反」的政改方案〉，《錢其琛談香港回歸》，2003年12月9日。網上版本Archive.today的存檔，存档日期2012-12-18
- 《最後六任港督的聲音》，香港：商務印書館（香港）有限公司，2010年5月。
- 〈中英爭拗（一）〉，《網上神州50年》，香港：香港電台，造訪於2010年8月1日。網上版本 （页面存档备份，存于）
- 〈中英爭拗（二）〉，《網上神州50年》，香港：香港電台，造訪於2010年8月1日。網上版本 （页面存档备份，存于）

### 英文資料
- The Fookien Times Philippines Yearbook, Fookien Times Publishing Company, 1986.
- SPURR, Russell, Excellency: The Governors of Hong Kong, Hong Kong: FormAsia, 1995.
- BARBER, Jane, BDOHP: INTERVIEW WITH SIR ROBIN MCLAREN, Churchill College, Cambridge, 31 July 1996. 網上版本 （页面存档备份，存于）
- CRADOCK, Sir Percy, "Losing the plot in Hong Kong", Prospect Issue 18, 20 April 1997. 網上版本 （页面存档备份，存于）
- SHARE, Michael B., Where Empires Collided: Russian and Soviet Relations with Hong Kong, Taiwan, and Macao, Chinese University Press, 2007. 網上版本
- MCLAREN, Sir Robin, "Hong Kong 1997-2007: A Personal Perspective", Hong Kong Journal, July 2007. 網上版本
- "McLAREN, Sir Robin (John Taylor)", Who's Who, London: A & C Black, 2008.
- TSANG, Steve, A Modern History of Hong Kong, Hong Kong: Hong Kong University Press, 2009.
- "Sir Percy Cradock", Daily Telegraph, 28 January 2010. 網上版本 （页面存档备份，存于）
- "Sir Percy Cradock: Ambassador to China, 1978-83", The Times, 29 January 2010. 網上版本[]
- "Death of Sir Robin McLaren", UK in China, British Embassy, Beijing, 23 July 2010. 網頁（页面存档备份，存于）
- "Obituary: Robin McLaren", The Times, 27 July 2010. 網上版本

## 外部連結
- 〈中英關於香港1994／1995年選舉安排會談中幾個主要問題的真相〉，《人民日報》，1993年3月1日
  - 第一頁、第二頁、第三頁
- 回歸談判主角麥若彬逝世（页面存档备份，存于），《蘋果日報》，2010年7月24日
- 中英談判要角 麥若彬逝世（页面存档备份，存于），《東方日報》，2010年7月25日
- 曾參與回歸談判 前英駐華大使麥若彬逝世，《文匯報》，2010年7月25日
- Politics Obituaries: Sir Robin McLaren （页面存档备份，存于）, Daily Telegraph, 29 July 2010
- British Diplomatic Oral History Programme（页面存档备份，存于）, Churchill College, Cambridge

| 政府职务          | 政府职务                                    | 政府职务          |
| ----------------- | ------------------------------------------- | ----------------- |
| 前任： 衛奕信     | 港府政治顧問 1981年－1985年                 | 繼任： 布義德     |
| 外交職務          |                                             |                   |
| 前任： 衛奕信爵士 | 中英聯合聯絡小組英方首席代表 1987年－1989年 | 繼任： 高德年     |
| 前任： 唐納德爵士 | 英國駐華大使 1991年－1994年                 | 繼任： 艾博雅爵士 |